# Lukács Ferenc
Erzsébetvárosi Lukács Ferenc (Bűdszentmihály, 1900. április 18. – Budapest, 1961. június 30.) gyógyszerész, gyógyszertár-tulajdonos, Lukács Dénes honvéd ezredes dédunokája.
A magyar gyógyszerészkar egyik kitűnően képzett és ismert tagja.

## Életútja
Az erdélyi örmény nemesi Lukács család leszármazottja.  Édesapja Lukács Dénes  gyógyszerész, édesanyja Gráner Stefánia volt. Nagyapja Lukács Ferenc magyar királyi postamester, az első bűdszentmihályi gyógyszertár alapítója (1847-1917), dédapja Lukács Dénes honvéd ezredes volt. A kolozsvári római katolikus főgimnázium elvégzése után a Szegedi Tudományegyetemre iratkozott be, és gyógyszerészi oklevelet szerzett. Az első világháború utolsó két évében frontszolgálatot teljesített, majd vidéki és budapesti gyógyszertárakban volt segéd. Tanulmányútjai alkalmával Romániát, Ausztriát és Olaszországot is bejárta. 1929-ben nyitotta meg saját gyógyszertárát Hajdúdorogon, 1939-től pedig a budapesti Széchenyi István gyógyszertár tulajdonosa volt. Halálát húgyvérűség okozta.

## Tagságai
- Magyar Földrajzi Társaság
- Magyar Gyógyszerésztudományi Társaság
- Magyarországi Gyógyszerészegyesület
- Budapesti Gyógyszerész Testület
- Magyar Touring Club